# Rosen für Bettina
Rosen für Bettina is een West-Duitse dramafilm uit 1956 onder regie van Georg Wilhelm Pabst.

## Verhaal
Kostja Tomkoff heeft een balletstuk geschreven voor de beroemde danseres Bettina Sanden, die verliefd is op hem. Wanneer ze polio krijgt, wordt ze vervangen door Irene Gerwig. Bettina vraagt zich af of ze ooit nog zal kunnen dansen en liefhebben.

## Rolverdeling
| Acteur            | Personage         |
| ----------------- | ----------------- |
| Willy Birgel      | Professor Förster |
| Elisabeth Müller  | Bettina Sanden    |
| Ivan Desny        | Kostja Tomkoff    |
| Eva Kerbler       | Irene Gerwig      |
| Leonard Steckel   | Opera-intendant   |
| Carl Wery         | Dr. Brinkmann     |
| Hermann Speelmans | Kalborn           |
| Erich Ponto       | Schimanski        |